# Lagnea
Lagnea es un género de foraminífero bentónico de la Subfamilia Oolininae, de la Familia Ellipsolagenidae, de la Superfamilia Polymorphinoidea, del Suborden Lagenina y del Orden Lagenida. Su especie-tipo es Fissurina radiata. Su rango cronoestratigráfico abarca desde el Mioceno medio hasta la Actualidad.

## Discusión
Clasificaciones previas incluían Lagnea en la Superfamilia Nodosarioidea.

## Clasificación
Lagnea incluye a las siguientes especies:
- Lagnea bellissima
- Lagnea bestiola
- Lagnea calceolus
- Lagnea congestacolla
- Lagnea densata
- Lagnea derbiosa
- Lagnea fistulosa
- Lagnea honshuensis
- Lagnea milletti
- Lagnea neosigmoidella
- Lagnea congestacolla
- Lagnea radiata
- Lagnea sagitata
- Lagnea tenuisiphonata
- Lagnea timmsensis